# Zam-Buk
«Zam-Buk» — торговое название лекарственного препарата одноимённой фармакологической компании, произведённого в Лидсе. Впервые продан в 1902 году компанией «Bile Beans» как бальзам со свойствами антисептика. Рекламировался также в качестве препарата по предупреждению геморроя и простуды, а также как обезболивающее при зубной боли и боли мышц спины, ног и ступней.
Происхождение названия бренда неизвестно, однако считается, что оно связано с Южной Африкой. Некоторое время оно даже использовалось как имя нарицательное для санитаров, работавших на матчах по регби в Австралии и Новой Зеландии.
Сегодня по-прежнему производится и продаётся в некоторых странах — в частности в Индонезии и Таиланде — под брендом компании «Bayer» (в некоторых регионах под другими брендами).

## Содержание
В начале XX века в состав препарата входило 66 % парафина, 20 % канифоли и 14 % эвкалиптового масла (и десятые доли % других ингридиентов). Позже к этим веществам добавились камфора (1,8 %), масла тимьяна (0,65 %) и сассафраса; хотя британские и тайские версии лекарственного средства масла тимьяна и сассафраса не содержат.
В 1908 году научный журнал The BMJ подсчитал, что фактическая стоимость одной пачки (17 грамм) препарата составляла один фартинг, а торговая наценка при этом — 5200 %.

## Использование
В XX веке препарат очень активно использовался как универсальная антисептическая мазь при растяжениях и порезах, особенно популярность обрёл у регбистов по всему миру.

## Производство и бренд

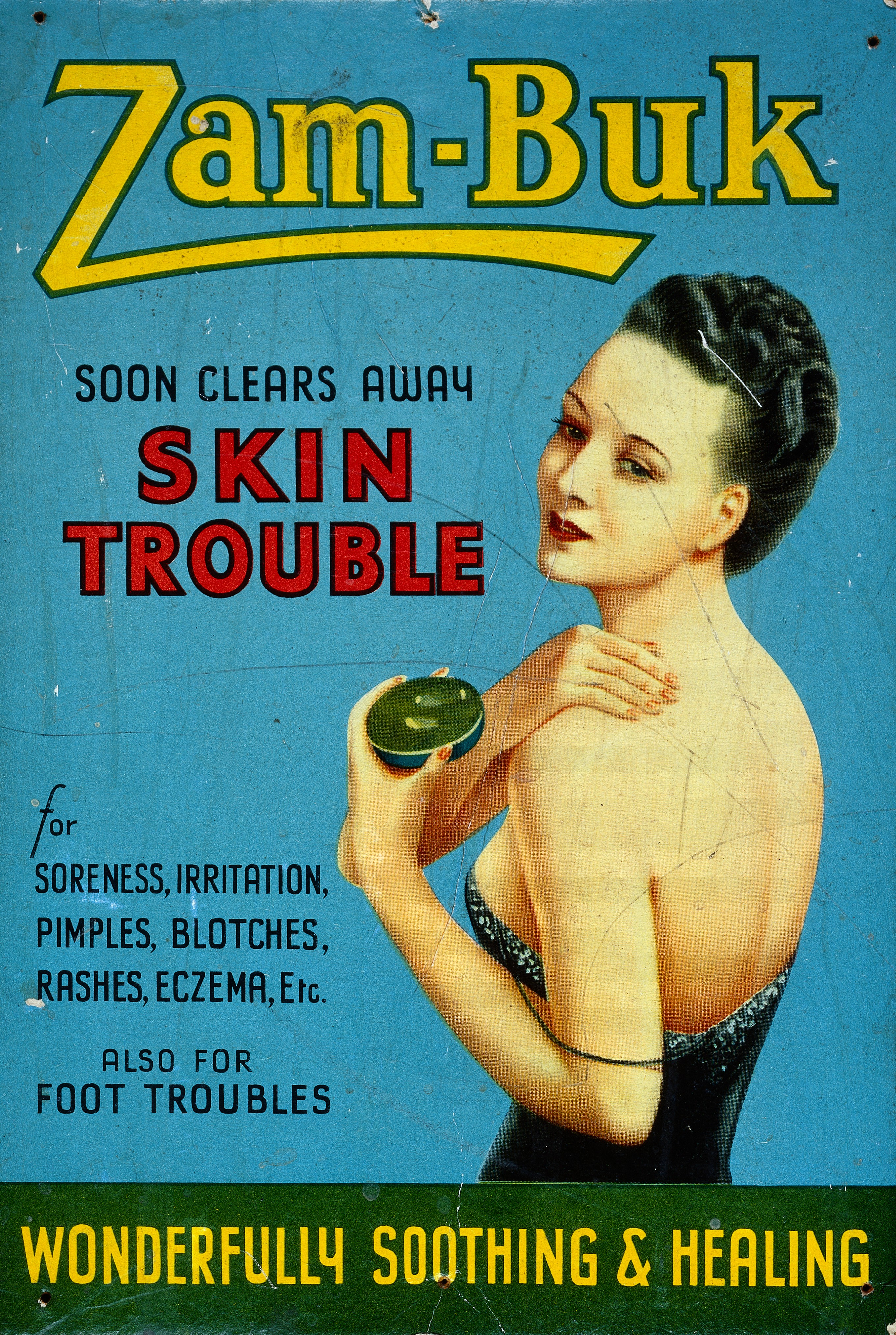
Рекламный постер препарата

«Bile Beans» и «Zam-Buk» были первыми рекламодателями длинноволновогого радио Люксембург. В конечном счёте и компания, и лекарственный бренд были куплены «Fisons». В 1994 году производство препарата было прекращено из-за покупки химическим гигантом «Rhône-Poulenc», но уже в 1996 снова восстановлено под эгидой «Rose & Co.» в Великобритании, которая в 2008-м продлила срок действия патента. С 2015 года товарный знак зарегистрирован Bayer в США, Канаде и Австралии. Bayer производит Zam-Buk в Таиланде на заводах «Interthai Pharmaceutical Manufacturing» и продаёт его на территории Сингапура, Индонезии и Малайзии.